# Римско-персијски ратови
Римско-персијски ратови је израз који у најширем смислу означава све оружане сукобе који су се у Старом веку водили између римске државе са једне и персијске државе са друге стране. У ужем смислу се под изразом подразумевају сукоби између Римског царства и Сасанидске Персије, а још у ужем смислу ратови Византије и Сасанидске Персије. 

## Римско-партски ратови
- Битка код Каре
- Антонијев партски рат
- Римско-партски рат (58—63)
- Римско-партски рат (114—116)
- Римско-партски рат (161—166)
- Заузеће Ктесифона (198)
- Битка код Нисибиса (217)

## Римско-сасанидски ратови
- Битка код Ресене
- Битка код Мисихеа
- Битка код Барбалиса
- Битка код Едесе
- Опсада Сингаре
- Опсада Амиде
- Битка код Ктесифона (363)
- Битка код Самаре

## Византијско-персијски ратови
- Византијско-персијски рат (421—422)
- Анастасијев рат
- Иберијски рат
- Лазички рат
- Византијско-персијски рат (572—591)
- Византијско-персијски рат (602—628)